# Palaucoris
Palaucoris is een geslacht van wantsen uit de familie van de Miridae (Blindwantsen). Het geslacht werd voor het eerst wetenschappelijk beschreven door Carvalho in 1956.

## Soorten
Het genus bevat de volgende soorten:

- Palaucoris biroi Carvalho, 1984
- Palaucoris clypeatus Carvalho, 1984
- Palaucoris novaguineae (Ghauri, 1975)
- Palaucoris sulawesicus Konstantinov & Gorczyca, 2001
- Palaucoris unguidentatus Carvalho, 1956